# Willa Mieczysława Neufelda w Łodzi
Willa Mieczysława Neufelda – willa utrzymana w stylu funkcjonalizmu modernistycznego, położona przy pl. Komuny Paryskiej 2 w Łodzi. Razem z sąsiadującą kamienicą Szymela i Heleny Wileńskich oraz kamienicą wielkomiejską Jakuba Lando stanowią charakterystyczny zespół przedwojennego luksusowego budownictwa w stylu modernistycznym okresu międzywojennego w Łodzi.

## Historia
Budynek został zaprojektowany przez Jerzego Berlinera i Mieczysława Łęczyckiego na zlecenie Mieczysława Neufelda. Prace budowlane rozpoczęto w 1937 i zakończono już w następnym roku. Pierwotnie willa przeznaczona była dla dwóch rodzin – prawdopodobnie ojca i syna.
W willi obecnie działa Przedszkole Miejskie nr 58. Jednocześnie jest również główną siedzibą Zespołu Przedszkoli Miejskich nr 1.
Według Zarządzenia Nr 772/2023 Prezydenta Miasta łodzi z dnia 6 kwietnia 2023 kamienica jest wpisana do Gminnej Ewidencji Zabytków pod numerem 378.

## Charakterystyka
Budynek wybudowano pomiędzy luksusową i również modernistyczną kamienicą Szymela i Heleny Wileńskich przy pl. Komuny Paryskiej 1 a kamienicą wielkomiejską Jakuba Lando przy pl. Komuny Paryskiej 3.
Jest to piętrowa willa na planie prostokąta, zlokalizowana w południowej pierzei pl. Komuny Paryskiej, w układzie poprzecznym w stosunku do ulicy. Budynek posiada piętro, częściowo użytkowym poddasze oraz piwnicę. Dach jest płaski, ze ścianką kolankową z gzymsem koronującym. Elewacje natomiast, poza północną, utworzone w sposób asymetryczny. Budynek oblicowano prostokątnymi płytami piaskowca, przy cokole młotkowanymi, a wyżej polerowanymi. Elewacje zostały urozmaicone przez całkowicie przeszklony wykusz na piętrze w elewacji wschodniej oraz umieszczony na poziomie parteru taras, a powyżej od strony zachodniej wykusz z dużym oknem i balkonem.
Klatki schodowe umieszczono w narożnikach — reprezentacyjną w północno-wschodnim, a służbową w południowo-zachodnim. Wejście główne umieszczono w północnej osi elewacji wschodniej i osłonięto je dachem z falującej, żelbetowej płyty wspartej na smukłych, okrągłych filarach; powyżej znajduje się okno klatki schodowej przechodzące przez dwie kondygnacje wypełnione luksferami. W willi zaprojektowano dwa przestronne, kilkupokojowe mieszkania o podobnym rozkładzie, na parterze i na piętrze. Parterowe posiada taras ogrodowy i wykusz od strony placu. Mieszkanie na piętrze wzbogacono płaskimi wykuszami od strony dziedzińca i ogrodu oraz balkonem od strony zachodniej.
Willa znajduje się na prostokątnej i głębokiej działce przymkniętej od strony placu ogrodzeniem z ażurowych przęseł stalowych na podmurówce, z furtką i bramą wjazdową na dziedziniec wschodni, połączony z podwórkiem sąsiedniej kamienicy narożnej.